# Falsomesosella tranversefasciata
Falsomesosella tranversefasciata là một loài bọ cánh cứng trong họ Cerambycidae.